# Relaciones Burundi-Chile
Las relaciones Burundi-Chile son las relaciones internacionales entre la República de Chile y Burundi.

## Relaciones económicas
En 2016, el intercambio comercial entre ambos países ascendió a los 10 mil dólares estadounidenses, siendo los principales productos: café sin tostar, productos electrónicos y piezas de vehículos. En 2021 no se registró comercio bilateral.

## Misiones diplomáticas
- Chile no tiene ninguna embajada ni consulado en Burundi.[3]
- Burundi no tiene ninguna embajada ni consulado en Chile.[3]